# Patyczkowate
Patyczkowate (Leotiaceae Corda) – rodzina grzybów z rzędu tocznikowców (Helotiales).

## Systematyka
Pozycja w klasyfikacji według Index Fungorum
Leotiaceae, Leotiales, Leotiomycetidae, Leotiomycetes, Pezizomycotina, Ascomycota, Fungi.
Rodzaje
Według aktualizowanej klasyfikacji Index Fungorum bazującej na Dictionary of the Fungi do rodziny tej należą rodzaje:
- Leotia Pers. 1801 – patyczka
- Microglossum Gillet 1879 – małozorek
- Miniancora Marvanová & Bärl. 1989[2].

Nazwy polskie według M.A. Chmiel.